# Lovasberény
Lovasberény là một thị trấn thuộc hạt Fejér, Hungary. Thị trấn này có diện tích 60,62 km², dân số năm 2010 là 2687 người, mật độ 44 người/km².